# Кашпуров, Пётр Афанасьевич
Пётр Афанасьевич Кашпуров (25 марта [7 апреля] 1913, Воскресенское — 15 февраля 1944, Кривой Рог, Днепропетровская область) — гвардии майор РККА, заместитель командира 120-го гвардейского стрелкового полка по политической части (39-я гвардейская стрелковая дивизия, 8-я гвардейская армия, 3-й Украинский фронт). Герой Советского Союза (1944).

## Биография
Родился 25 марта (7 апреля) 1913 года в селе Воскресенское (ныне в Каслинском районе Челябинской области) в крестьянской семье.
После окончания Красноуфимского сельскохозяйственного техникума в 1933 году работал в зерносовхозе № 473 в Актюбинской области.

### Служба в армии
В 1936 году призван в ряды Красной армии. С сентября 1942 года на фронте. Член ВКП(б). Проявил себя в боях в Сталинграде. Был назначен на должность заместителя командира 120-го гвардейского стрелкового полка по политической части (39-я гвардейская стрелковая дивизия, 8-я гвардейская армия, 3-й Украинский фронт).
Участвовал в освобождении Запорожья. В октябре 1943 года части дивизии возобновили наступление. Дерзкой и неожиданной атакой два батальона гвардейцев под командованием заместителя командира 120-го гвардейского полка Кашпурова, преодолев сопротивление врага, первыми штурмовали Запорожье и ворвались на окраину города. Развивая наступление, стрелковые части вслед за танками прорвались в центр города, а к исходу 14 октября полностью очистили Запорожье от гитлеровских захватчиков. В результате освобождения этого города создались благоприятные условия для разгрома противника в районе Днепропетровска.

### Подвиг
24 октября 1943 года батальон 120-го гвардейского стрелкового полка форсировал Днепр в 5 километрах южнее Днепропетровска. Форсирование проводилось ночью под сильным артиллерийским огнём противника. С первой штурмовой группой на правый берег переправился гвардии майор Кашпуров. Он взял на себя руководство прорывом обороны противника, защитой и расширением плацдарма.
Противник неоднократно контратаковал гвардейцев, но все попытки врага были отбиты. Бойцы выстояли, удерживая плацдарм до переправы основных сил полка.
25 октября 1943 года наши войска овладели Днепропетровском, важнейшим промышленным центром юга Украины.
За образцовое выполнение приказа по форсированию Днепра, занятие Днепропетровска и проявленный при этом личный героизм указом Президиума Верховного Совета СССР от 22 февраля 1944 года Петру Афанасьевичу Кашпурову было присвоено звание Героя Советского Союза.
15 февраля 1944 года гвардии майор Кашпуров погиб в боях под городом Кривой Рог. Похоронен в городе Апостолово Днепропетровской области.

## Награды
- Звание Герой Советского Союза. Указ Президиума Верховного Совета СССР от 22 февраля 1944 года:
  - Медаль «Золотая Звезда»;
  - Орден Ленина.
- Орден Красного Знамени[1].
- Орден Красной Звезды[2].
- медали СССР.

## Память
- Улица в Апостолово;
- Бюст в селе Воскресенское;
- Памятная доска на здании школы в селе Воскресенское.